# 弗萊什曼山
弗萊什曼山（英語：Mount Frishman），是南極洲的山峰，位於維多利亞地的彭內爾海岸，屬於阿德默勒爾蒂山脈中羅賓遜高地的一部分，海拔高度1,880米，美國地質調查局根據測量和美國海軍拍攝的空中照片繪入地圖，現時由南極條約體系管理。